# Them or Us
Them or Us è il dodicesimo album in studio del musicista e compositore statunitense Frank Zappa, pubblicato nel 1984.

## Il disco
La prima e l'ultima traccia sul disco sono delle cover: The Closer You Are, scritta da Earl Lewis e Morgan Robinson ed originariamente pubblicata dai The Channels; e la celebre Whipping Post della The Allman Brothers Band.
Ya Hozna è in pratica la traccia base del brano Sofa No. 2, con Lonely Little Girl (da We're Only in It for the Money, 1968) e un'outtake inedita di Valley Girl (con alla voce Moon Zappa) sovraincise suonate alla rovescia.

### Pubblicazione
A causa dei problemi di distribuzione del precedente Thing-Fish, che la MCA Records non aveva voluto distribuire, Zappa stipulò un accordo con la EMI Records, che permise l'uscita di Them Or Us e Thing-Fish per mezzo della Capitol Records negli Stati Uniti.

## Tracce
- Tutti i brani sono di Frank Zappa, tranne dove indicato.

1. The Closer You Are - 2:55 - (Earl Lewis, Morgan Bobby Robinson)
2. In France - 3:30
3. Ya Hozna - 6:26
4. Sharleena - 4:33
5. Sinister Footwear II - 8:39
6. Truck Driver Divorce - 8:59
7. Stevie's Spanking - 5:23
8. Baby, Take Your Teeth Out - 1:54
9. Marqueson's Chicken - 7:33
10. Planet of My Dreams - 1:37
11. Be in My Video - 3:39
12. Them or Us - 5:23
13. Frogs with Dirty Little Lips - 2:42 - (Frank Zappa, Ahmet Zappa)
14. Whipping Post - 7:32 - (Gregg Allman)

## Formazione

### Musicisti
- Frank Zappa – chitarra, tastiere, voce, arrangiamento, produzione
- Tommy Mars – tastiere, voce
- Patrick O'Hearn – basso
- Scott Thunes – voce, Minimoog, sintetizzatore, basso
- Johnny "Guitar" Watson – voce, chitarra
- Ray White – chitarra, voce, cori, armonie vocali, armonie
- Moon Unit Zappa – voce
- Ed Mann – percussioni
- Chad Wackerman – batteria, voce
- Ike Willis – voce, cori, armonie vocali, armonie
- Arthur Barrow – basso
- Napoleon Murphy Brock – sassofono, voce, armonie vocali, armonie
- Brad Cole – pianoforte
- Roy Estrada – voce, cori, basso
- Bob Harris – tastiere, voce, armonie vocali
- Thana Harris – voce, armonie
- Steve Vai – chitarra
- Dweezil Zappa – chitarra
- George Duke – tastiere, voce, pianoforte
- Bobby Martin – tastiere, sassofono, voce (solista in Whipping Post), armonica a bocca

### Produzione
- Mark Pinske – ingegnere del suono
- John Matousek – mastering
- Gabrielle Raumberger – artwork, graphic design
- Steve Schapiro – fotografia
- Bob Stone – ingegnere del suono